# Roger Goupillières
Roger Pierre Eugène Georges Goupillières, né le 22 septembre 1896 à Rouen et mort le 20 décembre 1988 à Paris 16e, est un réalisateur et scénariste français.

## Biographie
Roger Goupillières naît le 22 septembre 1896 à Rouen. Il est le fils de Georges-Louis Goupillières et de Adrienne Désirée Marie Crouin. Il a une sœur, Madeleine Marie-Louise et un frère Daniel Georges.
Il obtient son certificat d'études primaires en 1909.
En 1937, il habite au no 148 rue de Vaugirard à Paris. Il épouse le 26 août 1946 à Paris Marie-Louise Lucie Barban.

## Filmographie

### Comme réalisateur
- 1927 : La Petite Fonctionnaire
- 1928 : Jalma la double
- 1929 : La Voix de sa maîtresse
- 1931 : Le Poignard malais
- 1931 : Échec et mat
- 1933 : Knock
- 1936 : La Dame de Vittel
- 1938 : Chipée

### Comme assistant-réalisateur
- 1930 : Mon gosse de père de Jean de Limur

### Comme scénariste
- 1928 : Jalma la double